# 2010 TK7
2010 TK7 és el primer asteroide troià que s'ha descobert compartint l'òrbita que fa la Terra al voltant del Sol. Els objectes troians tenen una òrbita 60º per davant o per darrere d'un planeta o d'una lluna en un tipus de ressonància orbital; de 1:1 Aquests objectes anteriorment només havien estat observats en les òrbites dels planetes Mart, Júpiter, Neptú i a les llunes de Saturn.
2010 TK7 té un diàmetre d'uns 300 m. La seva trajectòria oscil·la al voltant del punt de Lagrange L4 del sistema format pel Sol i la Terra (60 graus per davant de la Terra), anant i venint entre el seu màxim acostament a la Terra i la seva aproximació més propera al punt L₃ (180 graus de la Terra), amb un període al voltant de 395 anys.
El 2010 TK7 té una magnitud absoluta d'uns 20,6. El seu diàmetre de 300 m s'ha estimat segons la seva albedo de 0,1. No es disposa de dades del seu espectre de llum que puguin indicar la seva composició.
Aquest asteroide té un període orbital de 365,389 dies, comparable al de la Terra que és de 365,256 dies. En la seva òrbita excèntrica (e = 0.191) la distància del 2010 TK7 al Sol varia anualment de 0,81 AU a 1,19 AU.
L'asteroide va ser descobert l'octubre de 2010 pels astrònoms de la Universitat d'Athabasca, UCLA i Universitat de Western Ontario utilitzant el telescopi Wide-field Infrared Survey Explorer de la NASA.
2010 TK7 és el primer asteroide d'aquesta categoria (Troians de la Terra) que s'ha trobat i poden reduir el cost econòmic d'arribar a la Lluna. També poden ser font d'elements químics que a la Terra són rars.